# 蓋洛普 (新墨西哥州)
蓋洛普（英語：Gallup）是一個位於美国新墨西哥州麥金萊縣的城市。同時該地也是麥金萊縣的縣治。

## 地方資料
蓋洛普的座標為35°31′41″N 108°44′33″W / 35.52806°N 108.74250°W，而該地的海拔高度為2026米（即6647英尺）。根據2020年美國人口普查，該地共人口21899人，而該地的面積約為52.30平方千米。